# Ephraim Fischbach
Ephraim Fischbach (* 29. März 1942 in Brooklyn) ist ein US-amerikanischer Physiker.
Fischbach studierte an der Columbia University (Bachelor 1963) und an der University of Pennsylvania, wo er 1964 seinen Master-Abschluss machte und 1967 promoviert wurde. Danach war er an der State University of New York at Stony Brook (SUNY) und 1969/1970 am Niels-Bohr-Institut in Kopenhagen. 1970 wurde er Assistant Professor, 1974 Associate Professor und 1979 Professor an der Purdue University. 1985/86 war er Gastprofessor an der University of Washington und 1978/79 an der SUNY.
Fischbach ist bekannt für seine im Jahre 1986 veröffentlichte Neuanalyse des Eötvös-Experiments, welches er als Hinweis für die mögliche Existenz einer Fünften Kraft sieht.
In jüngster Zeit sucht er Hinweise auf neue physikalische Kräfte in der Zeitabhängigkeit nuklearer Zerfallsparameter (wobei er 2008 über die Entdeckung solarer Periodizitäten in den Zerfällen bestimmter Isotope berichtete und die nach Fischbach eventuell mit dem solaren Neutrinofluss zusammenhängen) und in genauer Vermessung der Casimir-Kraft (also möglichen Modifikationen der Newtonschen Gravitationskraft bei kurzen Distanzen).
2001 wurde er Fellow der American Physical Society.